# 夏尔·德·吉斯

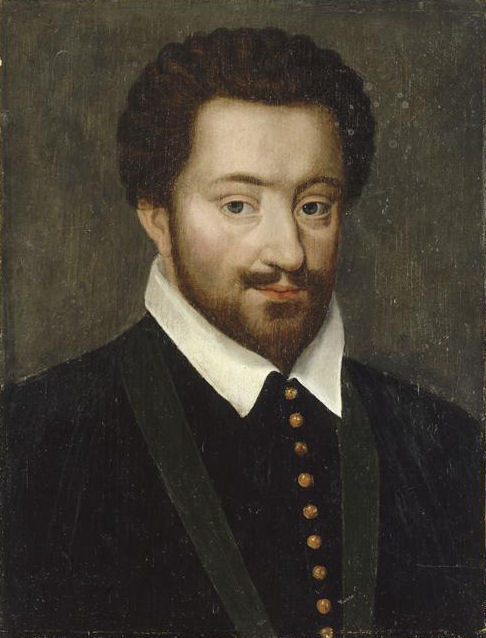
洛林的夏爾，馬耶納公爵

夏爾·德·吉斯，馬耶納公爵（或，1554年3月26日—1611年10月3日）是法国贵族、吉斯家族的家主兼舊教（天主教）「神聖聯盟」的軍事領袖，因受封為馬耶納公爵，慣稱「馬耶納」。當長兄吉斯公爵亨利於1588年被殺後，馬耶納繼承兄長為神聖聯盟的主帥，並自命為法國的「攝政王」，與法國國王亨利四世的新教軍連番大戰。後來因多次被亨利四世擊敗，加上亨利在1593年改宗天主教，1595年馬耶納最終與亨利達成和平協議，並臣服於亨利，基本上結束了長達30多年的法國宗教戰爭。

## 生平

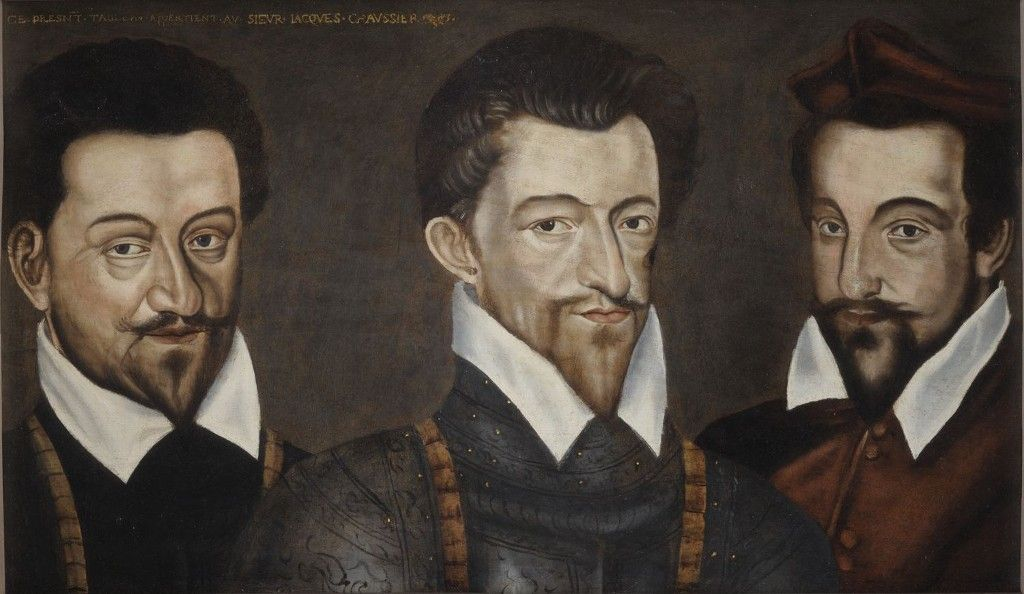
吉斯三兄弟：馬耶納(左)、亨利（中）、吉斯的路易 (红衣主教)（右）

馬耶納公爵夏爾是吉斯公爵法蘭索瓦的次子，1554年生。夏爾十歲時父親被新教胡格諾派信徒暗殺，遂由叔父紅衣主教夏尔·德·洛林「洛林的樞機」撫養。在叔父的鼓勵下，夏爾不到二十歲就隨天主教軍多次參加打擊的胡格諾派的戰役，如雅爾奈克戰役和蒙孔圖爾戰役，並參與1572年的拉羅歇爾之圍。夏爾被封為馬耶納公爵後，投靠王太弟安茹公爵（即後來的法王亨利三世），隨亨利一起到過波蘭，1573年見證亨利被加冕為選舉制的波蘭王位。但隔年馬耶納就離開亨利王而跟隨其兄吉斯的亨利，1576年參加組建神聖聯盟的大業，1585年憑藉功勳當上勃艮地總督之後，在神聖聯盟的重要性與日俱增。
1588年當其大哥「刀疤的吉斯」與三弟吉斯主教，鴻門宴般地被法王亨利三世給刺殺後，馬耶納成為吉斯家族的族長，也被推舉為神聖聯盟的領袖，從勃艮地起兵前往巴黎，接管了這個城市。1589年他被亨利三世的部隊困於巴黎，但就在巴黎城即將失陷時，亨利三世被狂熱的教士刺殺，神聖聯盟逃過一劫。
亨利三世死後，馬耶納立波旁家族的紅衣主教查理·波旁為法國國王，稱「查理十世」，自立為攝政王；與胡格諾派信徒納瓦拉的亨利（亨利四世）爭奪江山，但馬耶納不敵英勇的新國王亨利四世，在阿爾克戰役和伊夫里戰役都遭受大敗而失去戰場主導權，史家認為亨利四世的軍事才能遠勝馬耶納。

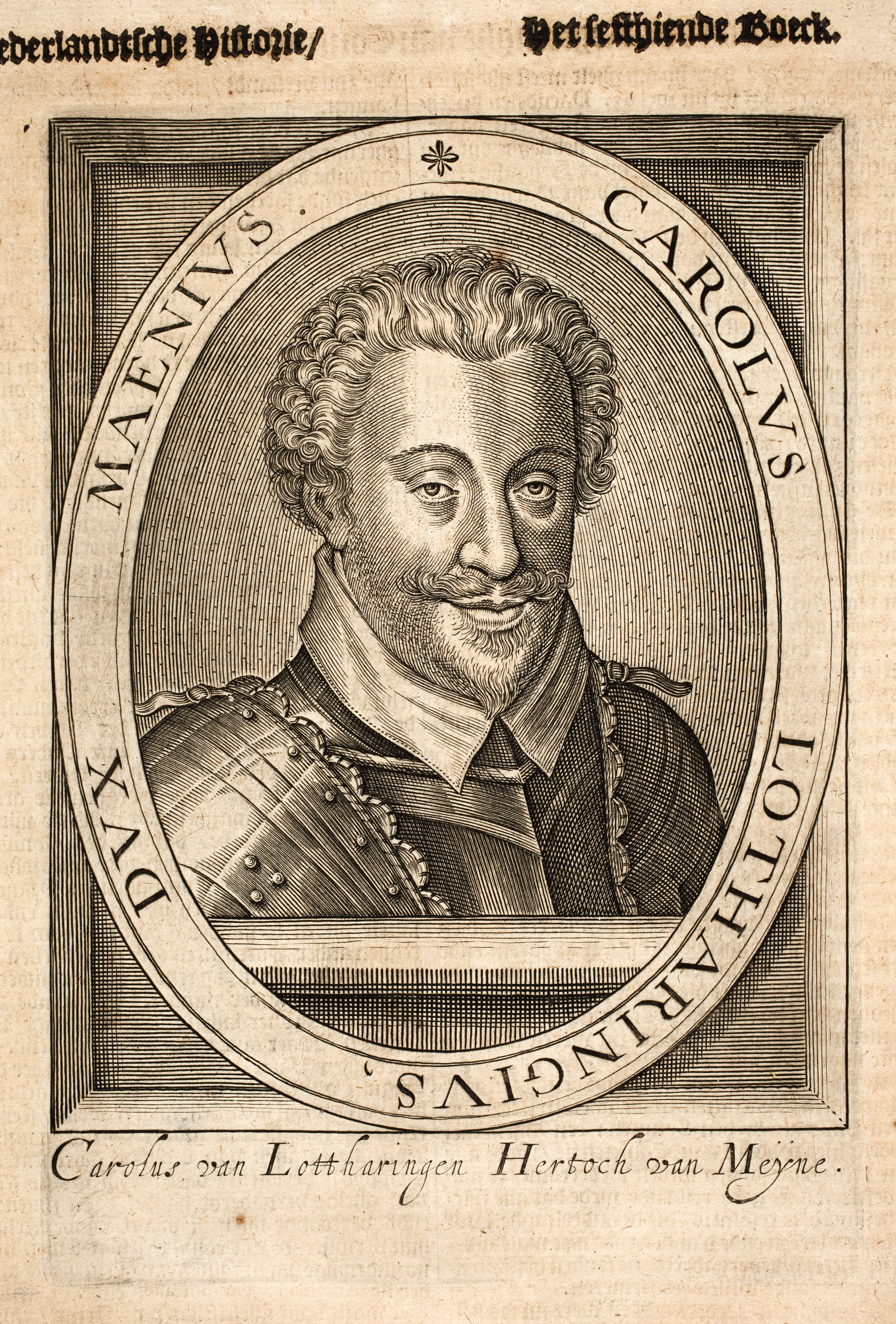
夏爾的雕刻畫

1590年馬耶納在西班牙第一名將──帕爾馬公爵亞歷山大·法爾內塞的協助下，解救了被亨利四世圍困的巴黎，但馬耶納擁立的傀儡查理十世卻在同年5月過世，造成神聖同盟日益嚴重的分裂。當時巴黎城中存在着三股势力，神聖联盟、十六区委员会、政略派，佔支配地位的是激進的十六区委员会。神聖联盟仍然听从马耶納公爵的指示，拒不承认亨利四世；激進派的十六区委员会更害怕亨利会清算他们过去是吉斯公爵派系，反而願意接受由西班牙公主西班牙公主伊莎貝爾入繼法國女王；政略派的愛國贵族们是温和的天主教徒，既想结束战乱，又不滿外國勢力如西班牙與羅馬教廷對法國的干涉，於是以巴黎高等法院為中心，反抗當時主導巴黎的十六区委员会。
1591年11月巴黎城中发生了突变，十六区委员会与部分神聖联盟的人眼见亨利四世节节胜利，便开始担心自己的前途，他们开始与城外的西班牙軍频繁接触，企图发动兵变，宰制巴黎，引西班牙军入關。於是委員會將高等法院的首席庭長、大法庭的一位元老，和一位初等法庭的推事共三人，以「支持異端罪」判處死刑，試圖徹底煽動人民打倒政略派，但過半數群眾沒甚麼反應，此時委員會轉向尋求馬耶納的支持。結果委員會的计划被不愿卖国的马耶納与政略派贵族察觉，他们与西班牙人串谋的行为很快被被公之于众。马耶納与政略派結盟後，采取反制措施挫败了阴谋：他先是進入巴黎城，處絞了十六區委員會的四個主要委員，再禁止委員會代表的人士召開特別大會，違者處死；另外他要求全體巴黎市民宣誓服從他，直到選出國王為止。因為這次事件打擊了親向西班牙的勢力，因此愛國的政略派贵族就逐步变成巴黎的主導勢力。
1592年6月，馬耶納作為攝政王，應各方之要求召開了三級會議，試圖解決長期的內戰和王位虛懸不決的問題。在這次新教徒抵制而缺席的三級會議中，馬耶納本來想操作會議，而選出自己的兒子登上王座，但天主教激進派和西班牙國王仍打算推選馬耶納的侄兒──吉斯公爵夏爾當法王，並將西班牙公主伊莎貝爾嫁給吉斯公爵。讓馬耶納無比失望而放任政略派的愛國主義滋長：當時政略派強力批判引進外國西班牙勢力的行為是徹底賣國的卑劣行徑，並獲得多數議員的支持，於是會議轉向亨利四世招手，希望亨利放棄喀爾文主義，重回天主教的懷抱，成為合法的國王，這反而讓馬耶納實質上失去了神聖聯盟的領導人地位，馬耶納只好在會議之後離開巴黎，回到勃艮地另作打算。
1593年7月亨利四世改宗天主教，1594年3月22日由政略派主導在被巴黎的天主教市民英雄式地歡迎進城後，馬耶納仍然堅持抗拒亨利四世，並與西班牙軍隊維持鬆散的同盟關係。
1595年6月馬耶納與西班牙軍在封丹-弗朗塞茲戰役被亨利擊敗之後，馬耶納的野心與抵抗意志才徹底幻滅，加上同年9月羅馬教皇赦免了亨利四世，認可了亨利的改宗，終於讓馬耶納改變態度與亨利協商，與亨利簽訂和約。馬耶納親自到軍營，歸順亨利，並願意接受懲罰，亨利則寬宏大度地命令他「跑軍營一圈」，於是兩人和解；此和約在1596年實現後，也給了馬耶納不少優惠條件（如其子擔任法蘭西島省的六年總督，以及82萬埃居的津貼），但勃艮地總督則改由王國元帥比隆公爵擔任。
馬耶納此後就成了亨利四世忠實的臣民，帶領整個吉斯家族歸順於波旁家族的領導之下，而亨利四世也給他應有的貴族待遇和信任。1611年馬耶納去世，1621年其子亨利（繼承了馬耶納公爵之位）在戰場上被殺，直到1631年第四代吉斯公爵查理·德·洛林被法國首相李希留紅衣主教驅逐，吉斯家族的勢力被徹底摧毀。